# Seulemak Muda
Seulemak Muda is een bestuurslaag in het regentschap Aceh Timur van de provincie Atjeh, Indonesië. Seulemak Muda telt 418 inwoners (volkstelling 2010).